# سانتانا لوپز
سانتانا لوپز (به انگلیسی: Santana Lopez) یک شخصیت داستان در مجموعه متعلق به شبکه رسانه‌ای فاکس گلی می‌باشد. این شخصیت توسط نایا ریورا, بازی می‌شود و اولین بار در قسمت اول گلی پایلوت معرفی شد. سانتانا یک هلهله‌چی و عاشق بریتنی اس. پیرز است.